# Antonio Molinari (bispo)
Antonio Molinari (1626 - 11 de julho de 1698) foi um prelado católico romano que serviu como bispo de Lettere-Gragnano (1676-1698).

## Biografia
Antonio Molinari nasceu em Génova, na Itália, em 1626 e foi ordenado sacerdote a 8 de abril de 1651. No dia 2 de dezembro de 1676, foi nomeado bispo de Lettere-Gragnano durante o papado de Inocêncio XII. A 6 de dezembro de 1676, foi consagrado bispo por Giacomo Franzoni, bispo de Camerino, com Francesco de' Marini, arcebispo titular de Teodosia, e Domenico Gianuzzi, bispo titular de Dioclea na Frígia, servindo como co-consagradores. Molinari serviu como Bispo de Lettere-Gragnano até à sua morte no dia 11 de julho de 1698.